# Дуглас-Гамильтон, Дуглас, 14-й герцог Гамильтон
Дуглас Дуглас-Гамильтон, 14-й герцог Гамильтон и 11-й герцог Брендон (англ. Douglas Douglas-Hamilton, 14th Duke of Hamilton and 11th Duke of Brandon; 3 февраля 1903 — 30 марта 1973) — шотландский дворянин и авиатор-новатор.
Был старшим из четырёх братьев, которые должны были сделать военную карьеру, причём все были в звании командира эскадрильи (авиация) и выше, с начала Второй мировой войны.

## Ранняя жизнь
Дуглас Дуглас-Гамильтон родился в Пимлико (Лондон). Он был старшим сыном Альфреда, 13-го герцога Гамильтона, и его жены Нины Марии Бениты Пур; как сын пэра, он мог использовать титул учтивости маркиз Дуглас и Клайдсдейл. Он получил образование в Итоне и Баллиол-колледж в Оксфорде, где он получил синий разряд в боксе, это в свою очередь привело его к завоеванию разряда «шотландский любительский» в среднем весе. Он также представлял университет в спортивной гребле.
Гамильтон был видным членом Парламента от Восточного Ренфрушира с 1930 года, пока не унаследовал титулы отца и стал герцогом Гамильтоном и хранителем Холируда.  В 1935 году, чтобы испытать жизнь рабочих на принадлежащих его семье шахтах, он вступил в профсоюз и некоторое время работал в угольном забое под именем «г-н Гамильтон».

## Королевские ВВС и полёт над Эверестом
Увлекавшийся авиацией с раннего детства, Гамильтон в июле 1927 года поступил на службу в 602 эскадрилью резерва Королевских ВВС в звании "офицер-пилот", довольно быстро получил звания "офицер-лётчик" (январь 1929) и "лейтенант звена"  (январь 1930) , а в мае 1931 стал самым молодым офицером ВВС со званием "лидер эскадрильи" и командиром  602-й эскадрильи .
В 1933 году лорд Клайдсдейл принял участие в высотном авиаперелёте над горой Эверест, организованном леди Хьюстон , в качестве старшего пилота на биплане Westland PV-3. Экстремальные условия перелёта показали необходимость применения в самолётах герметичной кабины с наддувом. Также впервые было проведено исследование района Гималаев.  О перелёте был снят документальный фильм. За этот перелёт он получил Крест ВВС при новогодних награждениях 1935 года.
В сентябре 1936 года Гамильтон получил звание "командир крыла" и был освобождён от командование эскадрильей .

## Вторая мировая война, дело Гесса и после
Гамильтон присутствовал на летних Олимпийских играх 1936 года в Берлине. Страстный спортсмен, боксёр-любитель в среднем весе и военный лётчик, Гамильтон прибыл в Германию на собственном самолёте, где входил в состав многопартийной парламентской группы, приглашённой в Берлин на организованные правительством Германии Олимпийские игры.
11 августа 1936 года Гамильтон присутствовал в качестве почётного гостя на приёме, устроенном Риббентропом в честь своего назначения послом Германии в Великобритании. Гамильтон ранее встречался с Риббентропом в Лондоне в качестве посла в суде Сент-Джеймс. 12 августа на торжественном приёме в рейхсканцелярии в честь лорда Ванситарта герцог Гамильтон был лично представлен Гитлеру:103—104. Предположительно, на этом приёме Гамильтон мог познакомиться и с присутствовавшим там Рудольфом Гессом. Англофил Гесс, победивший в авиационном соревновании «Вокруг Цугшпитце», не мог не проявить интереса к именитому коллеге и шотландскому маркизу. Сын Гамильтона в своей книге по понятным причинам отвергает любого рода контакты отца с Гессом в Берлине и сообщает лишь о связях отца с Альбрехтом Хаусхофером. Тем не менее, после прибытия Гесса в Великобританию коллега Гамильтона по парламентской делегации в 1936 году Генри «Чипс» Шеннон в своём дневнике 13 мая 1941 года записал, что Дуглас попал в историю, потому что в августе 1936 года они вместе получили от Гесса частное приглашение на обед. Сам Шеннон не пошёл, а Дуглас принял это приглашение:38.
Герман Геринг пригласил Гамильтона на ознакомительную поездку в недавно восстановленные люфтваффе. Существует версия о том, что Гамильтон по собственной инициативе или по приказу вёл во время этого визита разведывательную деятельность.
После начала войны в 1939 году воспоминания о раннем общеевропейском товариществе 1936 года быстро исчезли. В 1940 году, после смерти своего отца, Гамильтон унаследовал его титулы (и как пэр Шотландии потерял право заседать в Палате общин). Он возобновил службу в Королевских ВВС и всячески способствовал укреплению противовоздушной обороны своего сектора Южной Шотландии и Северной Англии.
10 мая 1941 года Рудольф Гесс выбросился с парашютом в Шотландии, чтобы встретиться с герцогом и передать ему текст секретного сепаратного мирного договора, который бы обеспечил господство Германии в Европе и укрепление Британской империи вне неё.
Мессершмитт-110 Гесса потерпел крушение на Боннитон-Мур рядом с поместьем Гамильтона Дангавел-хаус. Гесс был схвачен местным фермером Дэвидом Маклином, которому назвался немцем Альфредом Хорном и попросил отвезти его к герцогу. Тем не менее, Гесса, травмировавшего ногу во время приземления, доставили в больницу. Гамильтону Гесс назвал своё настоящее имя. Герцог немедленно связался с Уинстоном Черчиллем, и сообщил ему о прибытии заместителя фюрера. До конца войны Гесс как военнопленный находился в Великобритании, а затем был передан Нюрнбергскому трибуналу.
Гамильтон попал под давление со стороны прессы, требующей объяснить его роль в этом деле, возбуждались подозрения, что он, возможно, ранее состоял в контакте с Гессом. Палатой общин были посланы запросы. 22 мая сэр Арчибальд Синклер, министр авиации, сделал такое заявление Палате:

«Когда заместитель фюрера Гесс приземлился на своем самолете в Шотландии 10 мая, он дал ложные имя и попросил встречи с герцогом Гамильтоном. Герцог при получении информации со стороны властей, посетил немецкого пленного в больнице. Гесс тогда выявил впервые своё настоящее имя, и заявил, что он встречался с герцогом, когда он был на Олимпийских играх в Берлине в 1936 году. Герцог не признал в нём заместителя фюрера. Он тем не менее, побывал в Германии на Олимпийских играх в 1936 году, а за это время принял участие более чем в одной большой публичной церемонии, в которой присутствовали немецкие министры. Поэтому, вполне возможно, что заместитель фюрера видел его в одном из таких случаев. Как только опрос был закончен, командир крыла герцог Гамильтон прилетел в Англию и дал полный отчёт об этом премьер-министру, который послал за ним. Вопреки сообщениям, которые появились в некоторых газетах, герцог никогда не был в переписке с заместителем фюрера. Ни один из трёх братьев герцога, которые, подобно ему, служат в Королевских ВВС не встречались и не имели переписки с Гессом. Видно, что поведение герцога Гамильтона было во всех отношениях, добросовестным и надлежащим».— Хансард, 22 мая 1941
Герцог был упомянут в английских Военных донесениях.
В конце февраля 1950 года герцог пешком возглавил проходившую через Гамильтон похоронную процессию своего друга сэра Гарри Лаудера[значимость факта?]. Это[что?] считают[кто?] крупнейшими похоронами, когда-либо проводившимися в городе[значимость факта?]. Читая Уроки во время службы[что?], герцог назвал Лаудера «Великим шотландцем»[значимость факта?].

## Семья и дети
В 1937 году женился на леди Елизабет Иви Перси (25 мая 1916 — 16 сентября 2008), старшей дочери Алана Перси (1880—1930), 8-го герцога Нортумберленда (1918—1930, и леди Хелен Магдален Гордон-Леннокс (1886—1965). Их дети:
- Ангус Дуглас-Гамильтон (1938—2010), 15-й герцог Гамильтон и 12-й герцог Брендон (1973—2010)
- Джеймс Дуглас-Гамильтон (род. 1942), барон Селкирк из Дугласа, 11-й граф Селкирк (с 1994)
- лорд Хью Малкольм Дуглас-Гамильтон (1946—1995)
- лорд Патрик Джордж Дуглас-Гамильтон (род. 1950)
- лорд Дэвид Стефан Дуглас-Гамильтон (1952—2020)